# رقبة (خنافره)
رقبة (بالفارسية:روستای رگبه)، هي إحدى القری التابعة لريف ناصري في قسم خنافره من مقاطعة الفلاحية، في محافظة محافظة خوزستان الإيرانية.

## السكان
- حسب إحصاءات سنة 2006، بلغ إجمالي السكان في هذه القرية 1131 نسمة موزعين على 161 مسكن.[2]

## وصلات خارجية
- محافظة خوزستان نسخة محفوظة 6 مايو 2019 على موقع واي باك مشين.